# Jacques Lejeune
Jacques Lejeune es un compositor francés nacido en 1940 en Talence . Su música se inscribe principalmente en el ámbito de la música concreta.

## Biografía
Jacques Lejeune estudió con Daniel Lesur, Pierre Schaeffer y François Bayle. Formó parte del Groupe de recherches musicales (GRM) desde 1968, donde pasa a ser el responsable de la «cellule de musique pour l'image» (célula de música para la imagen). Enseñó electroacústica en el ADAC/Ville de París a partir de 1978. Pero precisa: «a partir de este feo término oficial, hay que que hacer este paréntesis, borrando todo el revoltijo de términos de capilla: música moderna, acustimática, electroacústica, cine de oído, experimental porque sólo la palabra concreta (que engloba además los vocablos antes citados) transmite por sí sola toda el alma de esta música: la carne y la plástica de la cosa y la poesía que de ella emana».
Un aspecto bastante raro entre los compositores de música contemporánea es un marcado gusto por el humor, integrado directamente en la composición, si no en los temas que la motivan. La mayor parte de su producción musical, además, se refiere más o menos a la voz, mezclando imágenes de la realidad y metáforas . Propone la siguiente clasificación, tomada de la realidad ordinaria, de lo sagrado o de la mitología humana y animal, o incluso de la sátira crítica:
- 1: El personaje y el paisaje cotidiano
- 2: La fábulas:

- 2a: Los Cuentos del bosque profundo
- 2b: El sueño del agua viva
- 2c: Leyendas y magia del aire

- 3: Rituel e imaginería de lo Sagrado :

- 3a: Misas y oraciones
- 3b: Los amantes, la muerte y los ángeles

- 4: Los pájaros-fantasía
- 5: Farsas:

- 5a: El bestiario
- 5b: Burlesque, glotonería y  erotismo

- 6: Variaciones:

- 6a: Estudios y paráfrasis
- 6b: Piezas inspiradas en metamorfosis
- 6c: Aforismos

Pero la singularidad de su enfoque radica en un nuevo proyecto, emprendido desde la década de 2000, relacionado con las «escrituras cruzadas» (écritures croisées) y en el que continúa su trabajo creativo presente y futuro y revisita el del pasado. Titula los productos de esta nueva investigación «fábulas musicales» (fables musicales) y, por tanto, se considera a sí mismo un compositor que simplemente da como resultado esta otra distribución de su música en altavoces, duplicada por imágenes dibujadas y poemas proyectados. Pero para esta nueva forma, no puede ser un producto mecánico video-musical, de la ilustración decorativa de un género sobre otro. Siempre es, para él, la música la que debería guiar a la fábula, teniendo en cuenta la reflexión nacida del uso de las escrituras que la atraviesan. Este entrecruzamiento de juegos de los visual y de lo auditivo compromete el imaginario en una nueva complejidad, hacia un nuevo gesto de su modernidad.

## Premios
Jacques Lejeune ha sido galardonado con varios premios:
- l Premio Música Nova
- Selección francesa del Prix Paul Gilson
- Mención Ars Electrónica
- Mención en el 20.º aniversario del CDMC
- Selección Grand Prix lycéen de los compositores
- Trofeo de oro F.A.U.S.T.

## Citas de prensa
Jacques Bonnaure, habla de él en La lettre du musicien de diciembre de 2000: «Lejeune ocupa, en el mundo de la música electroacústica, un lugar a parte. Es quizás el único en esta galaxia musical, que habla, no sin humor, el lenguaje de los cuentos y de los sueños, de la infancia y del amor, de la glotonería y del erotismo».
Philippe Louvreaud, agrega en Bibliothèque(s) de marzo de 2006: «… La música, a la vez áspera y conmovedora, cruda y tierna, hecha de crujidos, agitaciones febriles, enjambres de claroscuro, se extiende como un “bosque electrónico” donde la materia se afirma sin perjuicio de su virtualidades imaginativa... Un catálogo exhaustivo y minucioso, de resúmenes en inglés, una rica ilustración original hacen de esta publicación preciosa el homenaje más hermoso que se puede rendir a una figura todavía demasiado secreta en la música actual...»

## Catálogo de obras
El catálogo total de obras incluye alrededor de un centenar de piezas: obras tempranas, piezas producidas durante el curso, música de aplicación (1. Oratorios y poemas; 2. Ballets y espectáculos 3. Teatro; 4. Creaciones radiales; 5 . Televisión) y música para el concierto).
A continuación se citan únicamente estas últimas (las cifras entre paréntesis se refieren a la clasificación anterior):
| Año       | Obra | Tipo de obra | Duración | Tipo |
| 1970      | Teratolgos ou Étude de musique concrète                                                                                     | para banda sola | 06:45    | 6.a  |
| 1971      | Cri | para banda sola | 29:11    | 1    |
| 1973/74   | Parages | para banda sola | 46:00    | 2.c  |
| 1975      | Blancheneige | para banda sola | 40:40    | 2.a  |
| 1976      | Paysaginaire | a). para pequeña flauta, gran flauta, flauta baja y banda magnética b). Transcripción para saxofones sopranino, soprano, barítono (1999)                           | 13:10    | 4    |
| 1979      | Entre terre et ciel | para banda sola | 22:20    | 2.c  |
| 1981      | Symphonie au bord d'un paysage                                                                                              | a) versión mixta para tres synthétiseurs y banda magnética (46’40) b) versión para banda magnética estéreo                                                         | 39:45    | 1    |
| 1982      | L'oiseau et l'enfant | para banda sola | 11:40    | 4    |
| 1982      | Symphonie romantique ou Étude d’après Berlioz                                                                               | para banda sola | 33:22    | 6.b  |
| 1983      | Intermède pour la nuit des oiseaux                                                                                          | para banda sola | 4:05     | 4    |
| 1983      | L'invitation au départ | para banda sola | 40:20    | 1    |
| 1984      | Cantus tenebrarum | para banda sola | 37:16    | 3.a  |
| 1985      | Impromptu-nuage ou Étude sur morphologie pour l'ordinateur du GRM                                                           | para banda sola | 0 5:10   | 6.a  |
| 1985      | Les Palpitations de la forêt                                                                                                | para banda sola | 26:40    | 2.1  |
| 1985      | Le Cantique de la résonance                                                                                                 | para banda sola | 25:30    | 2.c  |
| 1986      | Une danse macabre | para banda sola | 25:30    | 3.b  |
| 1986      | Clair d'oiseaux | para 3 coros de niños, clarinete y banda magnética | 6:00     | 4    |
| 1986-1987 | Messe aux oiseaux | para banda sola | 66:42    | 3.a  |
| 1987      | Ave Maria | para banda sola | 5:29     | 3.a  |
| 1987      | Étude-paraphrase sur le motif du personnage                                                                                 | para banda sola | 9:38     | 6.a  |
| 1988      | Marseillaise avec chœurs et personnages ou Étude au 14 juillet                                                              | para banda sola | 20:10    | 6.b  |
| 1988      | Trois études pour l'espace de diffusion                                                                                     | para banda sola | 23:12    | 6.a  |
| 1989      | Le Cantique des Cantiques , según un texto adaptado por Jacques Lejeune con las voces de Nadine Remy y Alain Genuys         | para banda sola | 65:18    | 3.b  |
| 1990      | La Prière des anges | para órgano y banda magnética | 28:25    | 3.b  |
| 1990      | Pour entrer et sortir d'un conte                                                                                            | para banda sola | 21:05    | 2.a  |
| 1991      | Opéra d'eau | para banda sola | 22:47    | 2.b  |
| 1992      | L'Oiseau-danse-la-pluie | para piano y banda magnética | 19:00    | 4    |
| 1992      | La Petite suite Laforgue, sur des poèmes de Jules Laforgue                                                                  | para soprano solo | 5:10     | 5.b  |
| 1993      | Clin d'œil à Jean de La Fontaine, según seis fábulas de La Fontaine                                                         | para seis voces de mujer | 5:00     | 5.a  |
| 1994      | Oraison funèbre de Renart, según el Roman de Renart, transcrito por A.M. Schmidt                                            | para soprano y sonidos instrumentales échantillonnés | 14:30    | 5.a  |
| 1993      | Le Petit chapon rouge, sur un texte de Perrault adapté par Jacques Lejeune                                                  | para soprano y banda magnética | 11:25    | 5.b  |
| 1994      | Clamor meus veniat | para banda sola | 15:16    | 3.b  |
| 1995      | Fragments gourmands, según textos de Brillat-Savarin                                                                        | Para voz, famille de saxophones y banda magnética | 16:00    | 5.b  |
| 1996      | Chansons zoomorphes, según texto de Michelet y sur un montage de comptines de Jacques Lejeune                               | para soprano, guitare, accessoires y banda magnética | 13:33    | 5.a  |
| 1996      | Seconde leçon de ténèbres pour le mercredi saint                                                                            | para soprano y banda magnética | 13:00    | 3.a  |
| 1997      | L'église oubliée | a) versión original para banda magnética de ocho pistas b) Transcripción para banda magnética stéréo                                                               | 8:55     | 2.a  |
| 1997      | L'eau primesautière | Para saxofón sopranino y banda magnética | 12:50    | 2.b  |
| 1998      | Portrait de jeune fille au miroir ou Étude aux silences                                                                     | para banda sola | 11:55    | 6.a  |
| 1999      | Chansons loufoques, según un poema de Jules Laforgue et des montages de comptines de Jacques Lejeune                        | para choeur d’adolescentes, piano, harpe, flûtes, caisse-claire y banda magnética                                                                                  | 25:00    | 5.b  |
| 1999      | Jeux d'oiseaux surpris au détour d'un ruisseau                                                                              | para voz de femme, flûte y piano | 5:00     | 4    |
| 2000      | Les péripeties des Ubu, según textos de Alfred Jarry (versión preliminar en 10 secuencias)                                  | para ensemble féminin y banda magnética stéréo et huit pistes pour la séquence finale                                                                              | 45:00    | 4    |
| 2000-2001 | Éloge de la bêtise ou Péripéties des Ubu, Funambu(r)lesquerie en 14 secuencias.                                             | b) Seconde version pour soprano, mezzo-soprano, baryton, deux saxophones baryton y banda magnética stéréo Opéra pour voix solistes, deux saxophonistes et support. | 73:14    | 5.b  |
| 2003/04   | Théâtres de l'eau | para banda sola | 31:16    | 2.b  |
| 2004      | La Ronde des animaux | para banda sola | 75:05    | 5.a  |
| 2004      | X… ou Étude sur les granulations d'une voix                                                                                 | para banda sola | 5:00     | 6.a  |
| 2005      | Berceuse pour un enfant de Palestine, según un poema de Jacques Lejeune, con las voces de Florence Gonot y Alexandre Yterce | para banda sola | 29:10    | 3.b  |
| 2006      | Zigzag ou Étude sur une gamme chromatique                                                                                   | para banda sola |          | 6.a  |
| 2006      | Rêve de l’eau vive | para banda sola |          |      |
| 2007      | Deuxième étude-paraphrase sur le motif du personnage                                                                        | para banda sola |          |      |
| 2007      | Chansons de la main ou étude aux syllabes                                                                                   | para banda sola |          |      |
| 2006      | Vent coulis | para banda sola |          |      |

A partir de 2010 se encuentran en proceso y previstas algunas piezas más para completar su obra (en particular: Prélude pour un mouvement perpétuel, Chansons érotiques, Canciones de la mano, Bestiaire sans musique, Fables musicales ou cahier d’aphorismes n°1 y Silences ou cahier d’aphorismes n°2.

## Discografía
- Parages pour support audio - Ina-GRM 1976
- Symphonie au bord d'un paysage pour s.a. - Ina-GRM 1983
- Blancheneige pour s.a - Nathan 1988
- Le Cantique des Cantiques pour s.a. - Ina-GRM 1990
- Oraison funèbre de Renart, Le Petit chapon rouge pour soprano et s.a. et La Petite suite Laforgue pour soprano solo - Agon 1996
- Pour entrer et sortir d’un conte, et L'Église oubliée pour s.a - Ina-GRM 1997
- L'Eau primesautière pour saxophone et Fragments gourmands pour saxophoniste-conteur sur des textes de Brillat-Savarin et s.a. - Ina-GRM 1999
- Messe aux oiseaux et Ave Maria pour s.a. - Ina-GRM 2000
- Clin d’œil à Jean de La Fontaine pour chœur de femmes - Répertoires polychromes n°1 MFA/Radio France 2001
- Entre terre et ciel pour s.a. - Revue-disque «Licences» n°2 2002/03
- L'Invitation au départ et Symphonie romantique pour support audio - Motus 2003
- Paysaginaire pour flûtes ou saxophones et s.a. : 13 min 10 s - Visages du Saxophone 2003
- Cantus tenebrarum, Portrait de jeune fille au miroir et Le Cantique de la résonance pour s. a. - Motus 2003
- Éloge de la bêtise ou Les Péripéties des Ubu pour 3 voix, 2 saxophones et s.a. - Ina-GRM 2004
- Cri, Les Palpitations de la forêt, Théâtres de l’eau pour s.a et Seconde leçon des ténèbres pour le Mercredi Saint pour soprano et s.a. - Livre-disque «Sonopsys» n°2/3 2005
- Clair d’oiseaux pour chœur d’enfants et s.a - Môméludies 2005